# Xã Pine, Quận Crawford, Pennsylvania
Xã Pine (tiếng Anh: Pine Township) là một xã thuộc quận Crawford, tiểu bang Pennsylvania, Hoa Kỳ. Năm 2010, dân số của xã này là 462 người.